# 粕屋町
粕屋町（日语：／ Kasuya machi */?）是位于福岡市東北部的一個城鎮，屬糟屋郡。轄區內地形以平原為主。由於緊鄰福岡市，自1970年代開始便逐漸成為福岡市的通勤城市。
由於粕屋町位於福岡機場「水平表面」限制區內，故此全町均實施嚴格的建築物高度限制，以免阻礙福岡機場的航道。

## 歷史

### 年表
- 1889年4月1日：實施町村制，現在的轄區在當時分屬：大川村和仲原村。
- 1957年3月31日：大川村和仲原村合併為粕屋町。

### 變遷表
| 1889年以前 | 1889年4月1日 | 1889年 - 1944年 | 1945年 - 1954年 | 1955年 - 1989年      | 1989年 - 現在        | 現在                 |
| ---------- | ------------ | --------------- | --------------- | -------------------- | -------------------- | -------------------- |
|            | 仲原村       | 仲原村          | 仲原村          | 1957年3月31日 粕屋町 | 1957年3月31日 粕屋町 | 1957年3月31日 粕屋町 |
|            | 大川村       |                 |                 | 1957年3月31日 粕屋町 | 1957年3月31日 粕屋町 | 1957年3月31日 粕屋町 |

## 交通

### 鐵路
- 九州旅客鐵道
  - 香椎線：伊賀車站 - 長者原車站 - 酒殿車站
  - 篠栗線：柚須車站 - 原町車站 - 長者原車站 - 門松車站

### 道路
高速道路
- 九州自動車道：福岡交流道（位於與福岡市轄區的邊界上）
- 福岡高速道路4號線：粕屋出入口

## 教育

### 大學
- 九州大學農學部附屬農場

### 高等學校
- 福岡縣立福岡魁誠高等學校

## 本地出身之名人
- 香川伸行：前職業棒球選手
- 村田修一：職業棒球選手

## 外部連結
1. ↑  .   [2020-03-16]. （原始内容存档于2017-01-10）.